# 2,4-Dinitroanisol
2,4-Dinitroanisol (kurz: DNAN) ist ein Feststoff mit einem Schmelzpunkt bei 94–96 °C. Es leitet sich sowohl vom Anisol (Methoxybenzol) als auch vom Nitrobenzol bzw. den Dinitrobenzolen ab. Die Struktur besteht aus einem Benzolring mit einer Methoxygruppe (–OCH3) und zwei Nitrogruppen (–NO2) als Substituenten. Zusammen mit Trinitrotoluol oder Trinitroanisol wird es zur Herstellung von schmelz- und gießbaren Sprengstoffen verwendet.